# Jan Keller (1876–1945)
Jan Keller (ur. 8 stycznia 1876 w Sanoku, zm. 28 kwietnia lub 8 maja 1945 w Buchenwaldzie) – polski urzędnik skarbowy, działacz niepodległościowy i społeczny.

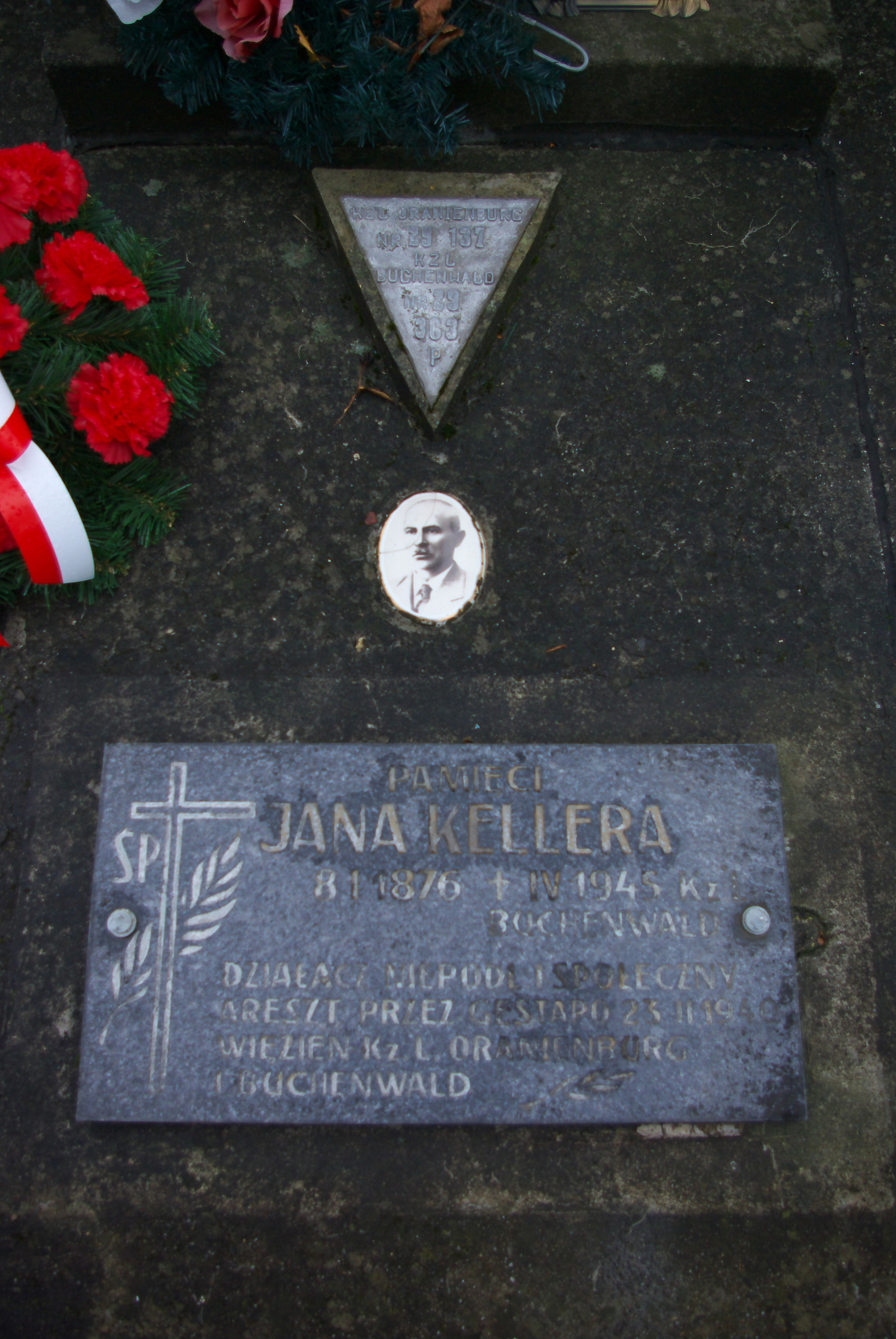
Upamiętnienie Jana Kellera na grobowcu Guzików

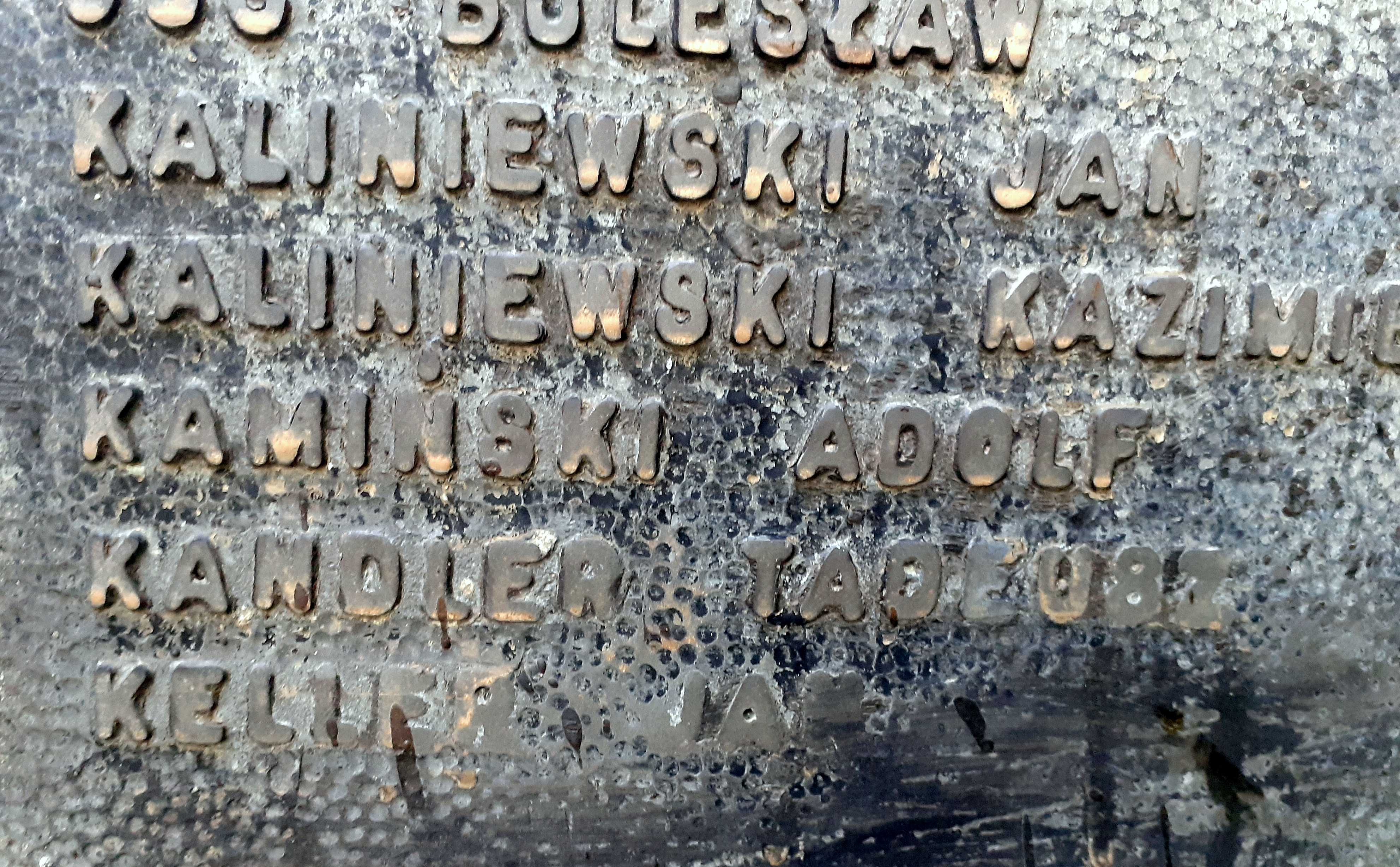
Upamiętnienie na Mauzoleum w Sanoku

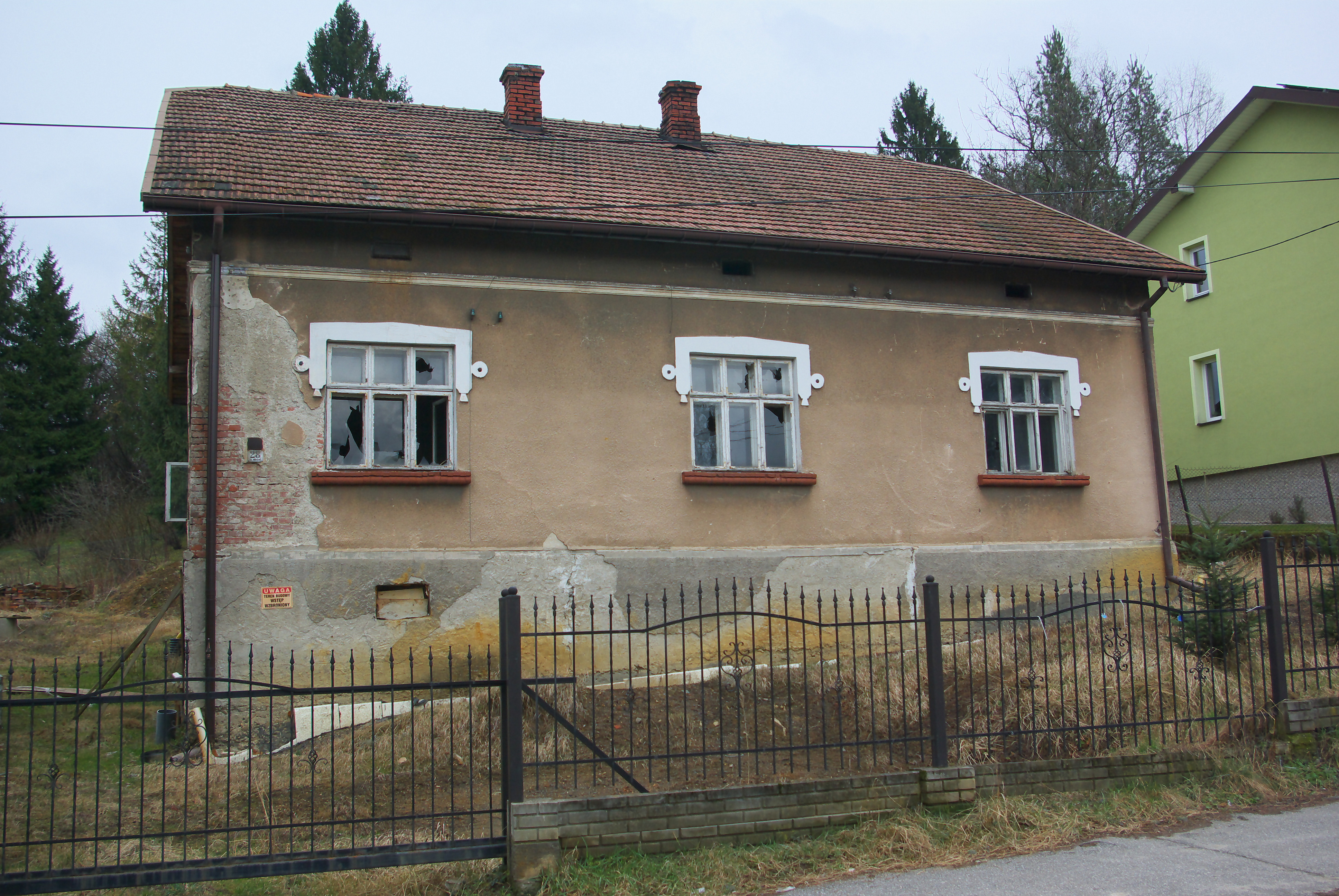
Dom Kellerów przy ul. Jana Matejki 28 w Sanoku

## Życiorys
Jan Keller urodził się 8 stycznia 1876. Był synem Jana i Honoraty z domu Dąbrowskiej (1845-1931). Z pochodzenia był potomkiem kolonistów narodowości niemieckiej, którzy osiedli nieopodal Dobromila.
W Sanoku uczęszczał do szkoły ludowej oraz do C. K. Gimnazjum w Sanoku, w którym w 1888 ukończył I klasę, w 1889 ukończył II klasę, a w 1890 ukończył III klasę. W trakcie nauki w gimnazjum w Sanoku pozostawał pod opieką matki Honoraty, żyjącej wówczas pod nazwiskiem Guzik (około 1883 została ona żoną Jana Guzika, szewca pochodzącego z Brzozowa, zm. 1918). Był bratem przyrodnim Michała Guzika (1883-1933, urzędnik, policjant).
W okresie zaboru austriackiego w ramach autonomii galicyjskiej służył w c. i k. armii przez dwa lata, 11 miesięcy i 21 dni. Służbę wojskową odbywał w twierdzy Przemyśl. Następnie wstąpił do c. k. służby cywilnej z dniem 11 grudnia 1900. Od tego roku był praktykantem w głównym urzędzie podatkowym przy starostwie c. k. powiatu przemyskiego. Następnie został przeniesiony do urzędu podatkowego przy starostwie c. k. powiatu sanockiego, gdzie od około 1901 był praktykantem, a od około 1906 adiunktem. Od około 1907 był asystentem w urzędzie podatkowym w Niemirowie przy starostwie c. k. powiatu rawskiego, od około 1908 był asystentem w urzędzie podatkowym przy starostwie c. k. powiatu bóbreckiego, a od około 1909 pracował jako asystent ponownie w urzędzie podatkowym przy starostwie c. k. powiatu sanockiego. Od około 1913 był w tym urzędzie oficjałem podatkowym.
Od początku XX wieku był członkiem sanockiego gniazda Polskiego Towarzystwa Gimnastycznego „Sokół” (1906, 1920/1922, 1924). Był także członkiem Polowych Drużyn Sokolich. Po wybuchu I wojny światowej od 7 listopada 1914 przebywał w Węgierskim Hradyszczu wraz z trzema bliskimi osobami. U kresu wojny w czasie przejmowania władzy przez Polaków w Sanoku w dniu 1 listopada 1918 dokonał usunięcia herbu Cesarstwa Austrii z fasady gmachu miejscowego starostwa. Po wybuchu wojny polsko-ukraińskiej został członkiem Komitetu Małopolskiej Straży Obywatelskiej (1918-1920).
Po odzyskaniu przez Polskę niepodległości w okresie II Rzeczypospolitej był urzędnikiem Inspektoratu Skarbowego w Sanoku. Pracował w sanockiej skarbowości aż do przejścia na emeryturę. Od 2 stycznia 1914 był członkiem wydziału Towarzystwa Kredytowego Urzędników i Sług Państwowych dla Budowy Członkom Domów Mieszkalnych i Dostarczanie Tymże Członkom Artykułów Spożywczych w Sanoku, a od 1922 był członkiem zarządu tegoż. Zasiadał w zarządzie Towarzystwa Polskiej Ochronki Dzieci Chrześcijańskich w Sanoku, pełniąc funkcję skarbnika. Działał także w Czytelni Mieszczańskiej, był skarbnikiem w Kółku Rolniczym. Był jednym z założycieli Komitetu Pomocy Zimowej w Sanoku, na przełomie lat 20./30.. W połowie 1939 został wybrany radnym Rady Miejskiej w Sanoku.
Po wybuchu II wojny światowej i nastaniu okupacji niemieckiej został członkiem zarządu założonego przez Niemców Polskiego Komitetu Pomocy (Polnisches Hilfskomitee), określanego także jako Komitet Pomocy Zimowej, bądź Miejska Rada Opiekuńcza. Członkowie tej organizacji w konspiracji wspierali także polskich uchodźców zmierzających przez Sanok na Zachód, ułatwiając im przekroczenie zielonej granicy z Węgrami. Wskutek przeprowadzonej prowokacji (podający się za uchodźcę dokonał denuncjacji Niemcom) członkowie zarządu zostali aresztowani: 23 lutego 1940 (sześciu, w tym Jan Keller) oraz 24 lutego (dwóch). Oficjalnym zarzutem postawionym zatrzymanym było uchwalenie na posiedzeniu Komitetu pomocy pieniężnej celem przeznaczenia osobom pochodzącym z ziemi poznańskiej, udającym się przez Sanok na Węgry. Według wersji podanej przez Zygmunta Kellera denuncjacja była dokonana przez ludzi z Poznańskiego, którzy otrzymawszy pomoc od Komitetu roztrwonili uzyskane wsparcie, a wobec nieotrzymania kolejnej pomocy w akcie zemsty donieśli na gestapo.
Początkowo aresztowani byli osadzeni w sanockim więzieniu. Wyrokiem Sądu Specjalnego w Krakowie, wydanym na sesji wyjazdowej w Sanoku, zostali skazani na karę odosobnienia w obozach koncentracyjnych za pomoc udzielaną partyzantom. W dniu 22 czerwca 1940 zostali wydani do gestapo, po czym przetransportowani do więzienia w Tarnowie (bądź w Krakowie), a później do niemieckich obozów koncentracyjnych: według jednej wersji do Auschwitz-Birkenau, a według innej do Sachsenhausen (KL), gdzie prawie wszyscy ponieśli śmierć. Po osadzeniu w obozie Sachsenhausen Jan Keller otrzymał numer obozowy 29137. Pod koniec wojny, wobec nadejścia frontu wschodniego, został przeniesiony przez Niemców do obozu Buchenwald, gdzie otrzymał numer obozowy 29363. Dożył w nim oswobodzenia przez aliantów (11 kwietnia 1945) i zmarł tamże – według różnych wersji – 28 kwietnia 1945 po spożyciu konserwy amerykańskiej (źródła sanockie) lub 8 maja 1945 (oficjalna lista ofiar KL Buchwald). Został pochowany w tym miejscu przy tzw. Drodze Narodów.

## Życie prywatne
26 września 1908 Jan Keller ożenił się z Seweryną Henryką Konieczko (1883-1951, córka Wincentego Konieczki i Teodozji z domu Chinalskiej). Ślubu udzielił im proboszcz Parafii Przemienienia Pańskiego w Sanoku ks. Władysław Sarna, a świadkami na ich ślubie byli inspektor policji przy magistracie w Sanoku Wiktor Dręgiewicz oraz sekretarz sanockiego magistratu Ludwik Świerczyński. Uchwałą Rady Miejskiej w Sanoku z 1927 Jan Keller został uznany przynależnym do gminy Sanok. W latach 30. Kellerowie zamieszkiwali w Sanoku w domu przy ulicy Jana Matejki 28 (pierwotnie budynek figurował pod numerem konskrypcyjnym 630).
Dziećmi Jana i Seweryny Kellerów byli: Maria Janina (ur. 1909), Tadeusz (1913-1914), Zygmunt Hipolit (1916-2008, inspektor Banku Rolnego, także działacz sanockiego „Sokoła”, działacz PTTK, przewodnik turystyczny, Zofia (1920-1924). Seweryna Keller została pochowana w grobowcu rodziny Konieczków na cmentarzu przy ul. Jana Matejki w Sanoku.

## Upamiętnienie
Podczas „Jubileuszowego Zjazdu Koleżeńskiego b. Wychowanków Gimnazjum Męskiego w Sanoku w 70-lecie pierwszej Matury” 21 czerwca 1958 nazwisko Jana Kellera zostało wymienione w apelu poległych w gronie ofiar umęczonych w obozie oświęcimskim i innych obozach na ziemi niemieckiej oraz na ustanowionej w budynku gimnazjum tablicy pamiątkowej poświęconej poległym i pomordowanym osobom związanych z sanockim gimnazjum.
W 1962 został upamiętniony wśród innych osób wymienionych na jednej z tablic Mauzoleum Ofiar II Wojny Światowej na obecnym Cmentarzu Centralnym w Sanoku. Nieopodal tego pomnika istnieje grobowiec Jana i Honoraty Guzików, gdzie Jan Keller został symbolicznie upamiętniony.
Nagrobek Tadeusza i Zofii Kellerów, nagrobek Jana i Honoraty Guzików oraz nagrobek rodziny Konieczków, które istnieją na obecnym Cmentarzu Centralnym w Sanoku, zostały uznane za obiekty zabytkowe i podlegają ochronie prawnej.
Syn Jana Kellera, Zygmunt Hipolit Keller, przekazał dom rodzinny położony przy ulicy Jana Matejki 28 wraz z 7-arową działką na rzecz Stowarzyszenia Pomoc Rodzinie im. św. ks. Zygmunta Gorazdowskiego w Sanoku z przeznaczeniem na powstanie tam Domu Samotnej Matki im. Jana Kellera w Sanoku.

## Odznaczenia
- Krzyż 10-lecia Małopolskiej Straży Obywatelskiej „Za Zasługi” (przed 1928)[49]

austro-węgierskie
- Brązowy Medal Jubileuszowy Pamiątkowy dla Sił Zbrojnych i Żandarmerii (przed 1912)[16]
- Krzyż Jubileuszowy dla Cywilnych Funkcjonariuszów Państwowych (przed 1912)[16]